# Meaques

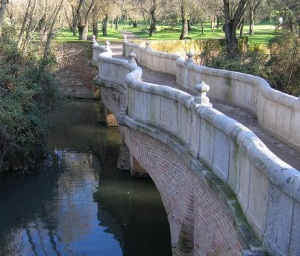
A Culebra-híd, a madridi Casa de Campo parkban, Francesco Sabatini tervezte a XVIII. században.

A Meaques patak egy folyóvíz Madrid autonóm közösségben, Spanyolországban, útja Alcorcóntól Madrid felé tart, ahol torkolata felett a mór vár, melyre a Palacio Real épült tulajdonképpen Madrid alapja. Itt
a Manzanaresbe ömlik, mely a várost keletről határoló, Barajas felől érkező Jarama mellékfolyója (Rivas-Vaciamadrid),
mely a Tajo jobb oldali mellékfolyója, melyet Aranjueztől nyugatra - Titlucia felé - ér el.

## Útja
Forrása az Alcorcónhoz tartozó Vente la Rubiában van. Az M-40-es belső oldaláról indul. Ezután Madrid Campamento de San Pedro negyedében a Campamenti Kulturális Központnál folyik el.
Itt éri el a Casa de Campo park tavát ("El Lago Grande de la Casa de Campo") a kis Glorieta Patines körtérnél. A Manzanarest a Puente del Rey-nél, vagyis a Király Hídjánál éri el.

## Történelmi jelentősége
A Meaques patak vidéke adott helyet - az elsődleges kutatások szerint - a római kori Miaccum településnek. Átjáró volt a Cia Cartagenán a Titulcia városnál található nagy csomópontnál.
A 18. században a Casa de Campo parkot királyi parkként kezdték használni. A király főépítésze, Francesco Sabatini 1780-ban készítette el a 3 fő híd tervét, ezek az Agachadiza (sárszalonka), az Álamo Negro (fekete nyárfa, "Batán" néven is ismerik) és híres hullámzó formájú barokk Culebra magyarul a Kígyó, mely ma is a Meaques útjának egyik fő nevezetessége.

## Lásd még
- Casa de Campo